# Pont de les Mores
El Pont de les Mores és un pont d'Olot (Garrotxa) inclòs a l'Inventari del Patrimoni Arquitectònic de Catalunya.

## Descripció
Es tracta d'un pont bastit amb pedra volcànica i les arcades fetes de rajol. Disposa de cinc arcades de la mateixa mida sostingudes per pilars robustos.

## Història
A la segona meitat del segle xix, a les vores del Fluvià es genera un fort nucli industrial. Això no obstant, el canvi de les fonts d'energia i l'estrangulació produïda per la manca de comunicacions provoquen una crisi insostenible que genera greus conflictes socials. Una constant d'aquest moment és l'aparició de diversos projectes (pocs d'ells realitzats) relacionats amb les comunicacions i l'energia: la construcció de ferrocarrils i una nova xarxa de carreteres. Són construïts els ponts de la carretera de Girona a Olot, del Ferro i de l'Eruga. L'any 1853 es realitzen les primeres proves telefòniques.